# Национално знаме на Бенин
Националното знаме на Бенин официално е прието през 1975 година. То е променено след идването на комунистите на власт, но е върнато след възстановяването на стария режим през 1990 година. Цветовете са традиционните Панафрикански цветове: зеленото символизира вярата, жълтото символизира богатството и червеното символизира смелостта.